# Classe New Orleans (1931)
Pour les autres classes de navires du même nom, voir Classe New Orleans.
La classe New Orleans est une classe de sept croiseurs lourds de l’United States Navy dans les années 1930. Elle est la dernière construite conformément aux stipulations du Traité de Washington de 1922, limitant le déplacement à un maximum de 10 000 tonnes anglaises et un calibre maximum de 8 pouces (203 mm) pour l'artillerie.
Cette classe a été très active pendant la guerre du Pacifique. Elle eut des pertes sévères, et spectaculaires devant Guadalcanal à l'été 1942 et subit des dégâts importants à l'automne de la même année, dans les mêmes eaux. Mais les croiseurs de cette classe qui ont fini la guerre furent les plus décorés de la Marine des États-Unis.

## Conception et caractéristiques
La classe New Orleans  été une amélioration de la classe Northampton qui fut un banc d'essai pour de nouvelles innovations dans la conception des futurs croiseurs en trois plans différents :
- USS New Orleans (CA-32), USS Astoria (CA-34) et USS Minneapolis (CA-36) ;
- USS Tuscaloosa (CA-37) et USS San Francisco (CA-38) ;
- USS Quincy (CA-39) et USS Vincennes (CA-44).

### Caractéristiques
Leur artillerie était identique à celle des précédents « croiseurs du traité » américains, à l'exception de l'adjonction de 4 affûts quadruples de 28 mm, qui n'ont pas pleinement donné satisfaction et qui ont été remplacés par des affûts simples de 20 mm Oerlikon. Leurs installations pour l'aviation embarquée (hangar) ont été modifiées, légèrement déplacées vers l'arrière. Mais la protection a encore été augmentée, ce qui a conduit à les considérer comme comparables aux croiseurs, français Algérie ou allemands de la classe Admiral Hipper. La ceinture blindée a atteint 127 mm au centre du navire, et le pont blindé principal 2 pouces (51 mm) à 3 pouces (76,2 mm), sans réduire la vitesse et le rayon d'action. Pour autant le premier croiseur de la série, immatriculé avant la conférence de Londres, n'en a pas moins été initialement classé croiseur léger (CL-32), les suivants étant classés directement croiseurs lourds (CA).

### Modernisation
Immédiatement après la bataille de Guadalcanal en 1942, les navires rescapés subirent une révision.  Ils ont dans le cours de la guerre reçu des canons de 203 mm/55 Mk15, canons du modèle installé sur le USS Wichita et sur la classe Baltimore et suivante, d'un poids égal à la moitié (17,4 t au lieu de 30 t) de ceux installés précédemment. Toutefois, les croiseurs de la classe New Orleans ont conservé le montage des pièces sur un berceau commun, et ils ne pouvaient pas utiliser les nouveaux obus de perforation "super lourds" de 152 kg. L'allègement qui en a résulté leur a permis de recevoir des postes de direction de tir supplémentaires et des radars de veille aérienne et de conduite de tir, ainsi qu'un renforcement de leur armement antiaérien (quatre affûts quadruples de 40 mm Bofors et 19 pièces simples de 20 mm Oerlikon).

## Navires
| Nom           | Numéro de coque | Chantier naval                             | Lancement        | Mise en service | Fin de service              |
| ------------- | --------------- | ------------------------------------------ | ---------------- | --------------- | --------------------------- |
| New Orleans   | CA-32           | New York Navy Yard à Brooklyn              | 12 avril 1933    | 15 février 1934 | détruit le 1er mars 1959    |
| Astoria       | CA-34           | Puget Sound Naval Shipyard Bremerton       | 16 décembre 1933 | 28 avril 1934   | coulé le 9 août 1942        |
| Minneapolis   | CA-36           | Philadelphia Naval Shipyard à Philadelphie | 6 septembre 1933 | 19 mai 1934     | détruit le 14 août 1959     |
| Tuscaloosa    | CA-37           | New York Shipbuilding à New York           | 10 avril 1930    | mars 1931       | détruit le 25 juin 1959     |
| San Francisco | CA-38           | Mare Island Naval Shipyard à Vallejo       | 9 mars 1933      | 10 février 1934 | détruit le 9 septembre 1959 |
| Quincy        | CA-39           | Bethlehem Steel à Quincy                   | 19 juin 1935     | 9 juin 1936     | coulé le 9 août 1942        |
| Vincennes     | CA-44           | Bethlehem Steel à Quincy                   | 21 mai 1936      | 24 février 1937 | coulé le 9 août 1942        |

## Service

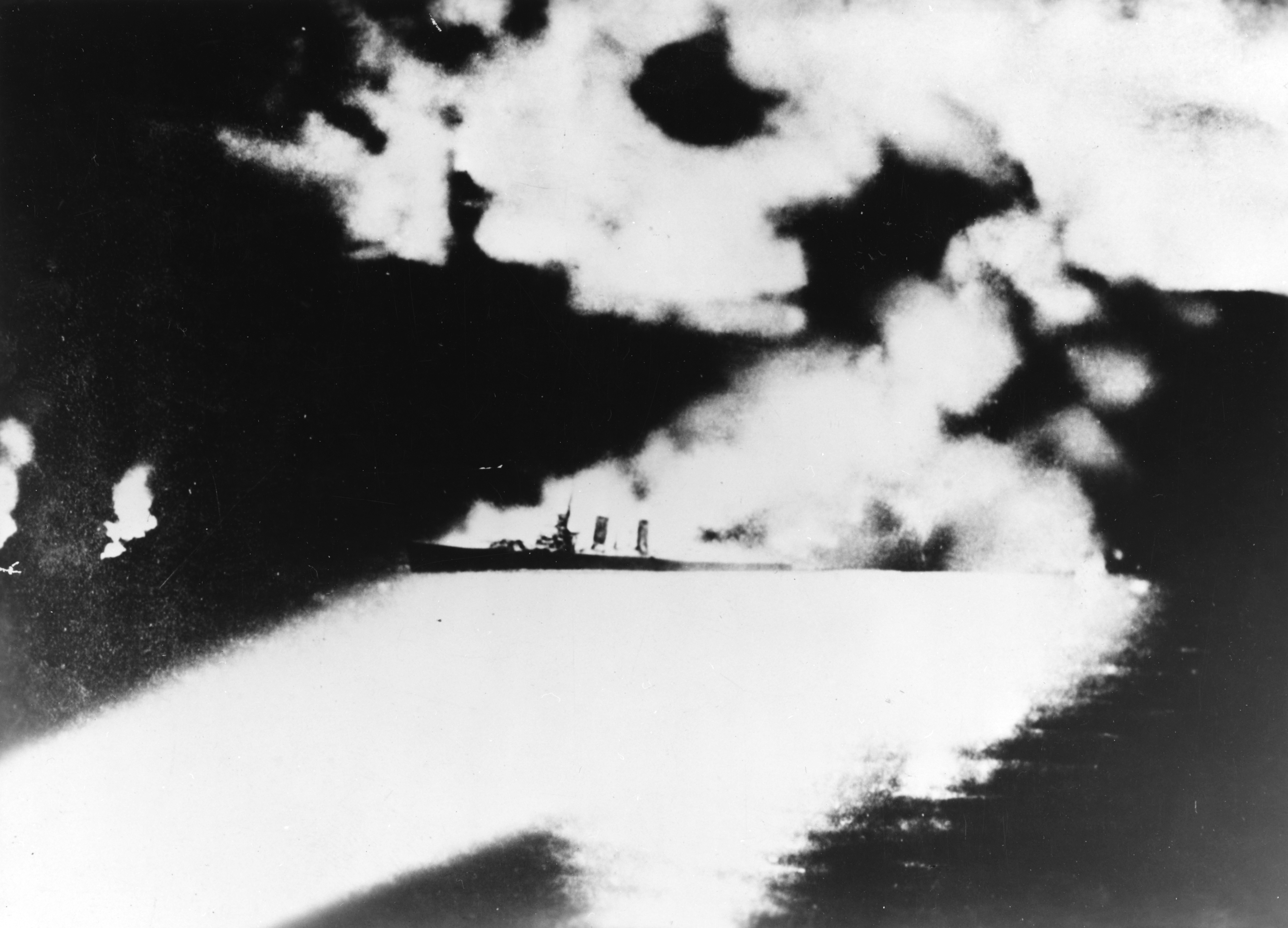
L' en feu à la bataille de l'île de Savo le 9 août 1942

Trois des croiseurs, les USS Astoria,  Quincy et Vincennes, qui ont fait partie des escortes de porte-avions lors des premières attaques de positions japonaises puis en mer de Corail et à Midway, ont été détruits dans les tout premiers jours de la campagne de Guadalcanal, à la bataille de l'île de Savo le 9 août 1942, par une attaque surprise de croiseurs japonais emmenés par le vice-amiral Mikawa.

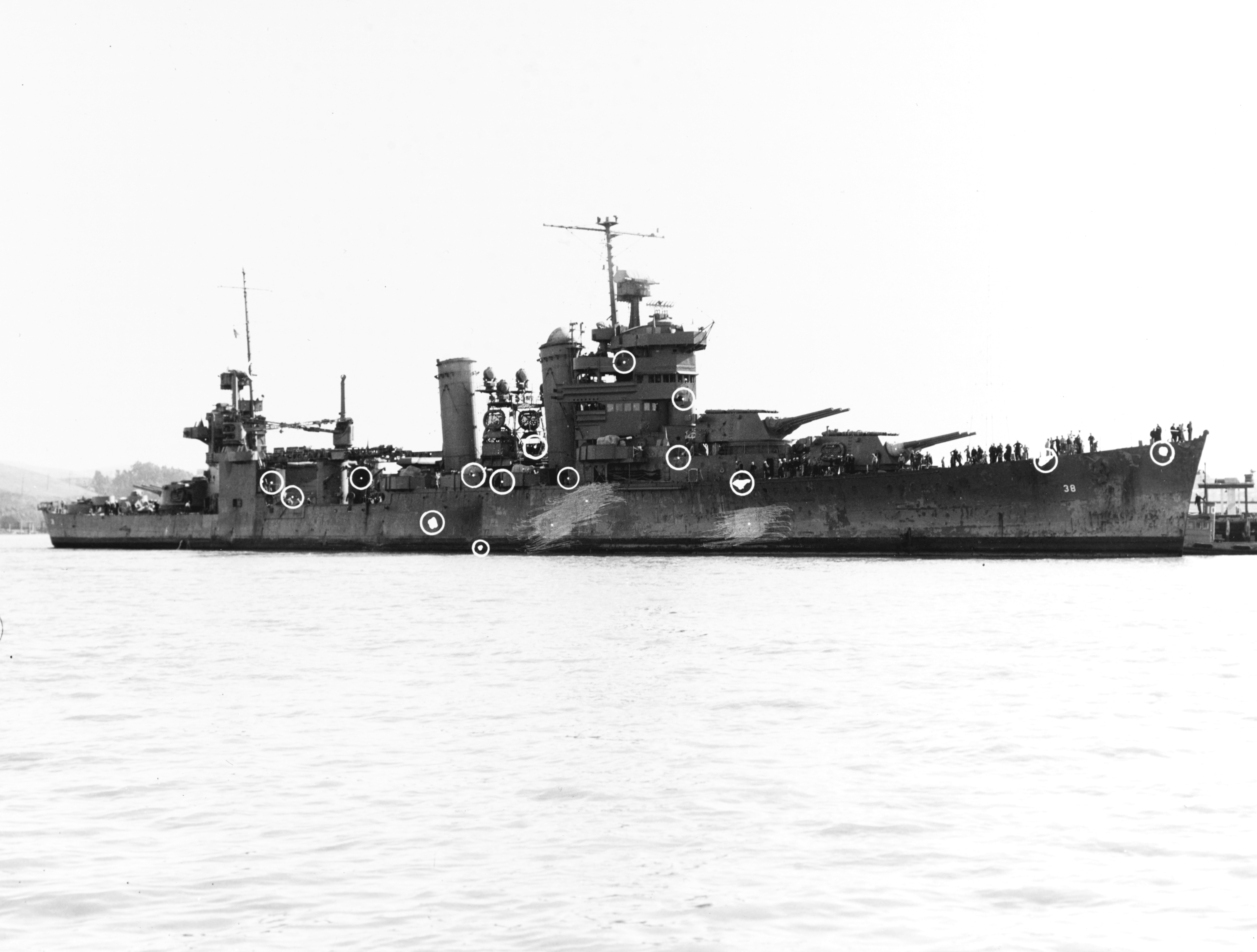
L', endommagé, après la première bataille navale de Guadalcanal

Trois des quatre croiseurs restant ont subi des dégâts importants, également en 1942, devant Guadacanal. Ainsi, l'USS San Francisco, dont le commandant, le captain McMorris a reçu la Navy Cross pour sa participation à la bataille du Cap Espérance, a eu, à la première bataille navale de Guadalcanal, son nouveau commandant et le contre-amiral Callaghan tués sur la passerelle.
À la bataille de Tassafaronga, les USS New Orleans et Minneapolis ont perdu leur avant.

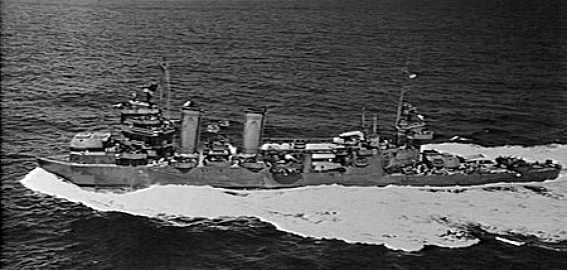
L' en route pour la côte ouest, avec une proue temporaire, en 1943

Mais leur participation à de multiples combats, du débarquement sur les îles Marshall, les îles  Mariannes, sur l'île de Leyte et la  bataille au large de Samar jusqu'à Okinawa, les a fait se retrouver parmi les récipiendaires du plus grand nombre de citations attribuées à des croiseurs pour le service en Asie-Pacifique, soit 17 battle stars pour les USS New Orleans et San Francisco et 16 battle stars pour le Minneapolis.
Le dernier croiseur de la classe, l'USS Tuscaloosa, a surtout opéré dans l'Atlantique, dès avant l'entrée en guerre des États-Unis avec sa participation aux « patrouilles de neutralité » dès le début de la guerre en Europe. Au printemps de 1942, il a rallié la Home Fleet à laquelle il a prêté main-forte pour l'escorte de convois de Russie, puis a participé à la couverture du débarquement américain au Maroc, à l'escorte des convois de troupes dans l'Atlantique, puis au débarquement en Normandie et au débarquement de Provence. Il n'a gagné le Pacifique qu'en 1945, traversant la guerre sans subir de dégâts, mais a reçu 5 battle stars pour son service en Europe et Afrique et 2 pour son service en Asie-Pacifique. 
Ces croiseurs ont été déclassés, peu après la fin de la guerre, et abandonnés en 1959-1961.